# Aeroportul Oesman Sadik
Aeroportul Oesman Sadik (IATA: LAH, ICAO: WAEL) este un aeroport din Labuha⁠(d), Halmahera Selatan⁠(d), Maluku Utara⁠(d), Indonezia ce deservește zona Labuha⁠(d).
Situat la o altitudine de 2 m, aeroportul dispune de o singură pistă.